# 신도중학교 (부산)
신도중학교(新都中學校)는 대한민국 부산광역시 해운대구 좌동에 있는 공립 중학교이다.

## 학교 연혁
- 1997년 1월 13일 : 신도중학교 19학급 설립 인가
- 1997년 3월 1일 : 초대 이경중 교장 취임
- 1997년 3월 3일 : 개교 및 시업식(2학년 3학급 75명, 3학년 2학급 71명, 146명)
- 1997년 3월 5일 : 제1회 입학식(1학년 8학급 249명)
- 2014년 3월 1일 : 자유학기제 희망학교(2014.03.01 ~ 2016.02.29)
- 2014년 3월 1일 : 디지털교과서 사회,과학 연구학교(2014.03.01 ~ 2016.02.29)
- 2016년 3월 1일 : 2015개정 교육과정 연구학교(2016.03.01~2018.02.28)
- 2025년 2월 7일 : 제28회 졸업식(졸업생 164명, 누계 8,274명)
- 2025년 3월 1일 : 제12대 최동철 교장 취임
- 2025년 3월 4일 : 제29회 입학식(입학생 174명)

## 참고 자료
- 신도중학교 - 한국교육학술정보원 학교알리미